# Bepi De Marzi
Giuseppe De Marzi, mais conhecido como Bepi De Marzi., (Arzignano, 28 de maio 1935) é um compositor, diretor de coro e organista italiano. Ele fundou o coro I Crodaioli e é o autor da canção Signore delle cime

## Biografia
Nascido em Arzignano, província de Vicenza em 28 de maio de 1935, após ter-se diplomado em órgão, composição e piano, dedicou-se à música de câmara, chegando a ser vice-diretor do grupo I Solisti Veneti, dirigido por Claudio Scimone. Professor no Conservatório de Padova desde 1976, ele é actualmente o diretor do coro masculino I Crodaioli, que ele mesmo fundou em 1958.

## Prémios
- Prémio Masi [2]
- Prémio Antonio Cagnoni, 21 de junho de 2012 (primeira edição deste evento), em Salice Terme

## Discografia
- Voci della montagna Vol.1 (Carosello Record & tapes), 1968.
- Voci della montagna Vol.2 (Carosello Record & tapes), 1981.
- I Crodaioli di Bepi De Marzi Vol.3 (Carosello Record & tapes), 1981
- Varda che vien matina. Vol.4 (Carosello Record & tapes), 1977.
- Calastoria Vol.5 (Carosello Record & tapes), 1981
- I Crodaioli di Bepi De Marzi Vol.6 (Carosello Record & tapes), 1985
- I Crodaioli di Bepi De Marzi Vol.7 (Carosello Record & tapes), 1991
- I Crodaioli di Bepi De Marzi Vol.8 (Carosello Record & tapes), 1995
- I Crodaioli di Bepi De Marzi Vol.9 (Carosello Record & tapes), 2005
  - Canções: Fiore di Manuela - Feste - Capinera - Dolinta - Varda che vien matina - La Sisilla - L'ultima notte degli Alpini - Il Golico - Joska la rossa - Monte Pasubio - Volano le Bianche - Il ritorno - Cantare - La contrà de l'acqua ciara - La brasolada - Ora si ferma il vento - Brina Brinella - Signore delle cime - Mentre il silenzio - Oh Maria - Lirillì Maria.
- Salmi di padre David Maria Turoldo (Casa Musicale Carrara di Bergamo). 2006: textos de padre David Maria Turoldo, com as músicas de Ismaele Passoni e di Bepi De Marzi. Coro I Crodaioli com orgão de Francesco Finotti.
  - Textos: Cosa buona più d'ogni altra (Salmo 132), Cantate lodi al Signore: egli è buono (Salmo 135), Chi potrà varcare (Salmo 14), Chi ha fame venga e mangi (Hino eucaristico), Date lodi al Signore, alleluia (Salmo 150), La mia vita (Salmo 24), Dio mio, Dio mio (Salmo 21), Gli occhi miei sollevo ai monti (Salmo 120), Te beata perché hai creduto (Hino à Virgem), Beato l'uomo (Salmo 127), Resta con noi, Signore (Hino), Quando il Signore le nostre catene (Salmo 125), Come una cerva sospira alle fonti (Salmo 41), Nel Signore esultate, o Santi (Salmo 32), Come splende, Signore Dio nostro (Salmo 8), Lungo i fiumi, laggiù, in Babilonia (Salmo 136), I redenti di Dio lo dicano (Salmo 106), Sei la terra obbediente (Hino), Il Signore è il mio pastore (Salmo 22), Voglio esaltarti, mio re e mio Dio (Salmo 144).